# 栃乃若導大
栃乃若導大，(1988年4月6日-），原名李大源，日本兵庫縣尼崎市出身的前大相撲力士。身高196cm、體重181kg。血型AB型。所屬的相撲部屋是春日野部屋。他的父親是第三代在日朝鮮人，母親是南韓移民。最高位置西前頭筆頭（2012年3月場所）。

## 早期生活與相撲背景
李大源從小已活躍於柔道，並在小學二年級開始學習相撲。在報徳學園高中的第三年，他獲得了國立高中橫綱的地位。

## 生涯
在2007年1月，他作為春日野部屋的力士初次參加比賽。在他的第一場比賽中取得5勝2負的戰績之後，他在第二場比賽取得了完美的7勝0負的戰績，在接下來的比賽中晉級為三段目，他在接下來的比賽中以6-1的戰績和5勝1負的戰績獲得晉級，並將他晉升為幕下。
他繼續滿足對前高中橫綱的期望，連續四次勝越記錄。然而，在達到幕下的上限後，他的進步放緩了，他最終發布了一個負越或者輸掉了2-5的記錄，這是他在相撲的九場季賽中的第一次這樣的記錄。在接下來的比賽中，他只獲得了3-4分，這是迄今為止他在相撲生涯中唯一一次連續失利的記錄。 正是在這段鬥爭期間，他改為現在的四股名栃乃若。這取自他的教練栃乃和歌清隆。
他改名後的命運並沒有馬上改變，經過多場比賽的輸贏，在2009年3月的錦標賽中提前退出，他終於在幕下上位連續兩次獲勝，在2010年9月秋場所晉升到關取級別的十兩。與之前的掙扎形成鮮明對比的是，在9月取得8勝7敗和11月場所11勝4敗的好成績。
2011年1月場所昇進至西十両2枚目位置，取得12勝3敗的好成績。但在3月的比賽因大相撲造假問題被取消。他在接下來的5月“技能評審場所”中僅創造了7勝8負的戰績，但在2012年3月他達到了他迄今為止的最高級別:西前頭筆頭。在初日他擊敗大關稀勢之里寬，但最後只有5勝10敗的大敗。5月場所只得2勝13敗的成縯，9月場所降回十両。11月場所13連勝，14日和15日戰敗得13:2的成績。
他於2013年1月再次晉級為幕內力士。然而，在接下來的3月比賽中，他在輸了前七場比賽后因傷病退出了。他再次回到十兩，並在兩場比賽后再次受到重創。從那時起，他交替贏得和輸掉比賽，定期在前頭級別上下移動。

## 引退
在2014年11月的比賽之後，只有3-12的成績，他面臨降級。在冬季巡演結束後，他告訴春日野親方希望退休。為了改變主意，親方和與他交談四個小時，但最終在2014年12月15日向日本相撲協會提交了官方退休文件。在採訪中，栃乃若透露，他兩年來一直在考慮退休，並諮詢了他的父母。他沒有給任何身體傷害作為退休的理由，但表示他缺乏精神上的堅韌。他的退休儀式於2015年1月25日在東京都酒店舉行。他沒有說明他未來的計劃。

## 家庭
雖然他的父親是在日朝鮮人，他的母親是韓國移民，但栃乃若選擇了日本國籍。 儘管已經有格魯吉亞人櫪乃心剛史，這也使春日野部屋決定接受他(一個部屋只可有一位外國力士)。